# المسيحية في كوسوفو

دير غراتشانيكا التابع إلى الكنيسة الصربية الأرثوذكسية وهو من مواقع التراث العالمي.

تًشكل المسيحية في كوسوفو ثاني أكثر الديانات انتشاراً بين السكان بعد الإسلام، ولدى المسيحية في كوسوفو جذور طويلة الأمد تعود إلى الإمبراطورية الرومانية، وتضم البلاد على العديد من الأديرة والكنائس التي تٌعد مهد الأرثوذكسيَّة الصربيَّة. قبل معركة كوسوفو في عام 1389، تم تنصير كافة منطقة البلقان من قِبل الامبراطوريات الرومانية والبيزنطية. ومن عام 1389 حتى 1912، حُكمت كوسوفو رسميًا من قبل الدولة العثمانية والتي قامت بمستوى عال من عمليات الأسلمة. خلال الفترة الزمنية بعد الحرب العالمية الثانية، حُكمت كوسوفو من جانب السلطات الاشتراكية العلمانية الممثلة في جمهورية يوغوسلافيا. خلال تلك الفترة، أصبح أهل كوسوفو علمانيين ومسلمين اسميًا على نحو متزايد. اليوم، أكثر من 85% من سكان كوسوفو هم من خلفيات أسريّة مسلمة، ومعظمهم من أصل ألباني، وهي إلى جانب ألبانيا من الدول المسلمة في القارة الأوروبيّة ذات التقاليد المسيحية.
وفقاً لدراسة قامت بها مركز بيو للأبحاث عام 2010 يعيش في كوسوفو حوالي 240,000 مسيحي، أي حوالي 9.4% من مجمل السكان؛ ومعظم المسيحيين في كوسوفو من أتباع الكنيسة الصربية الأرثوذكسية. وفقاً لتعداد السكان عام 2011 والذي قاطعه معظم الصرب في كوسوفو، شكلَّ المسيحيون حوالي 3.7% من السكان أو حوالي 64,275، وبحسب التعداد السكاني شكلّت الطائفة الكاثوليكية كبرى الطوائف المسيحية مع حوالي 38,438 نسمة. بسبب مقاطعة تعداد سكان كوسوفو عام 2011 إلى حد كبير من قبل صرب كوسوفو (وهم في الغالب مسيحيون أرثوذكس) وخاصةً في شمال كوسوفو، فإنَّ تعداد السكان لا يعكس أعداد السكان الصرب الأرثوذكس في كوسوفو. وعلى الرغم من الاعتراف بالبروتستانت كمجموعة دينية في كوسوفو من قِبل الحكومة، لم يُمثّلوا في التعداد السكاني.

## تاريخ

### العصور الوسطى

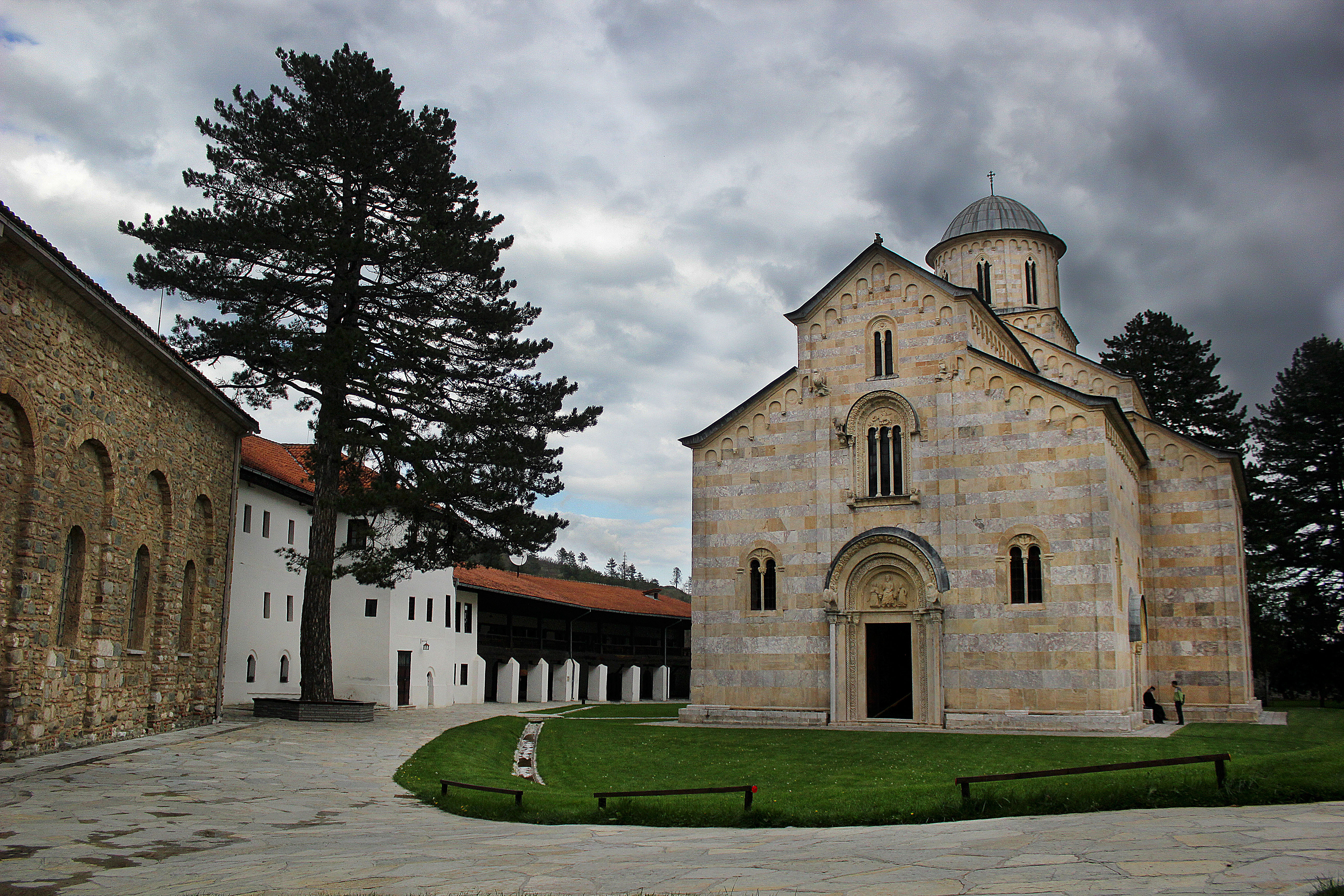
دير فيسوكي ديكاني؛ ويعد الموقع ذات قيمة تاريخية وثقافية وروحية للشعب الصربي.

كانت البلاد جزء من المطرانيَّة القديمة في أولبيانا المعروفة أيضًا باسم إيوستينيانا سيكوندا والتي تقع بالقرب من بلدة ليبليان الحديثة وقد تم العثور على بقايا كنيسة الأسقفية التي يرجع تاريخها من النصف الأول من القرن السادس. في البداية، كانت كرسي أسقفية أولبيانا واقع تحت السلطة الروحيَّة لأبرشية تسالونيكي، وفي عام 535 تم نقل الكرسي إلى جوستينيانا بريما. ومع انهيار الحكم البيزنطي في تلك المنطقة في بداية القرن السابع، تجددت حياة الكنيسة في وقت لاحق بعد تنصير الصرب.
أطلق على أسقفية راس الاسم تيمنًا باسم القلعة الصربية القديمة الواقعة بالقرب من بلدة نوفي بازار. وسطع نجم أسقفية راس في وقت ما خلال القرن التاسع، في ذلك الوقت الذي تميز فيه العمل التبشيري للأخوان كيرلس وميثوديوس في مورافيا في عام 863 أو عام 864. كانوا يستخدمون العاميَّة ليس فقط في التعليم ولكن أيضًا في القداس، مما مكنهم من تعزيز العنصر المحلي من رجال الدين. وفي عام 863 بدأا عملهما بين السلاف مستعملين اللغة السلافية في الصلاة والليتورجيا، وقاما بترجمة الكتاب المقدس إلى اللغة التي عرفت لاحقًا باسم اللغة السلافيَّة الكنسيَّة القديمة، وقاموا بابتكار الأبجدية السلافية المبنية أساسًا على طابع الحرف اليوناني والتي لا تزال تستعمل بشكلها السيريلي النهائي في الأبجدية المعاصرة في اللغة الروسية وفي مجموعة من اللغات السلافية الأخرى. ويعود تأسيس المسيحية كدين للدولة في الأراضي الصربيَّة إلى عهد الأمير موتمير (851-891) والإمبراطور البيزنطي باسل الأول (867-886)؛ ويشهد بورفيريجينيتوس أن الكروات والصرب أرسلوا مندوبين لبلاط باسل الأول يطلبون التعميد. وتم تعميد أحد أبناء موتيمير كما تبنى ستيفان موتميروفيتش وغيرهم من أفراد الأسرة الصربية الحاكمة أسماء مسيحية مثل الأمراء بيتار غوجنيكوفيتش وبالإلي برانوفيتش وزهاريجا بريبيسلافجيفيتش.

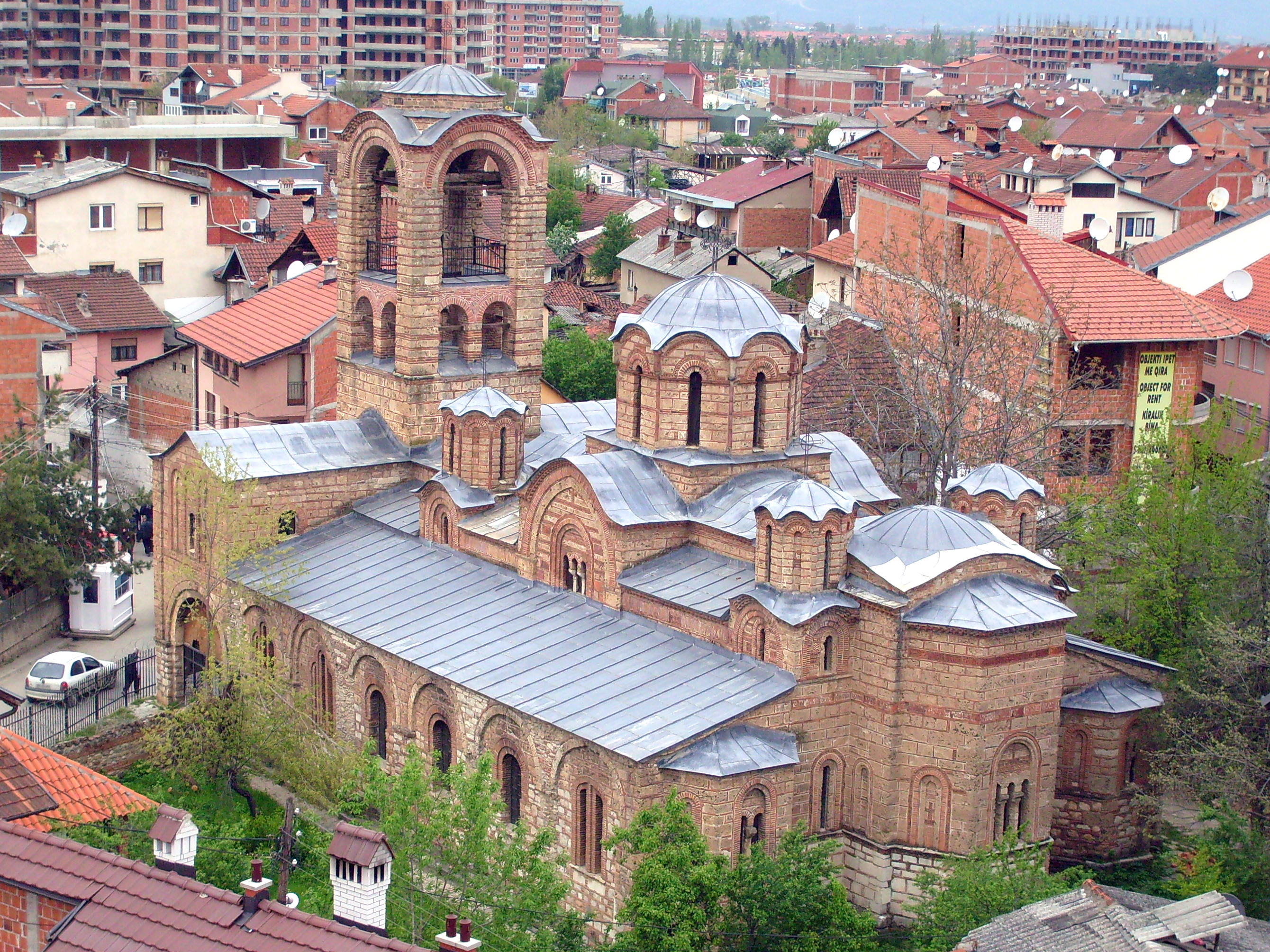
كنيسة سيدة ليفيش الأرثوذكسيَّة في بريزرن.

تأسست أسقفيَّة راس خلال الأحداث الكنسيَّة الكبرى مع مجمع القسطنطينية الرابع في عام 869 وعام 870 ومجمع القسطنطينية الرابع الأرثوذكسي في عام 879 وعام 880. وقد تم اتخاذ قرارين بشأن تقسيم الأسقفية في ذلك الوقت. أولاً من خلال قرار بطريركية القسطنطينية لإنشاء أسقفية مستقلة لبلغاريا بعد تحويل البلغار إلى المسيحية، وثانيًا قرار عام 870 والذي أكد على ارتباط الكنيسة البلغارية بالأرثوذكسية الشرقية. وبحلول عام 878 تأسست كراسي الأسقفية في مدينتي بلغراد المجاورة وبرانيسيفو بالفعل. وأتاحت العلاقات الوثيقة بين صربيا والإمبراطورية البيزنطية إقامة الكنيسة الصربية الأرثوذكسية ومركزها الرئيسي في القسطنطينية، مع تمييز هام واحد وهو اعتمد الصرب اللغة السلافونية الكنسية القديمة بدلاً من اليونانية. وضمت أسقفية راس مدينة بريزرن ويبليان في حدودها الكنسيَّة.
اتخذ الأمير الصربي راستكو نيمانجيتش والذي عرف لاحقًا باسم سافا، ابن ستيفان نيمانجا، نذور الرهبانية في جبل آثوس في عام 1192. بعد ثلاث سنوات، انضم له والده، وأتخذ نذور الرهبانية ودعي بسميون. طلب كل الأب والابن من الجماعة الرهبانية أن يتم تأسيس مركز ديني صربي في موقع هايلاندار المهجور، والذي تم تجديده، وهو ما مثل بداية النهضة في الفنون والأدب والدين. توفي والد سافا في هيلاندار في 1199. في عام 1219 تم الاعتراف به كأول رئيس أساقفة صربي من قبل بطريركية القسطنطينية المسكونية، خلال عصور الإمبراطورية الصربية والتي أنشات في عام 1346 ميلادي على يد ستيفان دوسان تحولت الكنيسة الصربية من مطرانية إلى بطريركية وروج لها، وأنهى بناء دير فيسوكي ديتشاني، وأسس دير سانت أركانجلز، من بين أعمال أخرى. ففي حكمه وصلت صربيا لقمة ازدهارها التوسعي، والاقتصادي، والسياسي، والثقافي. وتعد وفاته في عام 1355م نهاية مقاومة تقدم الدولة العثمانية، وسقوط اللاحق للكنيسة الأرثوذكسية الشرقية في المنطقة. وتمثل أديرة وكنائس آثار القرون الوسطى في كوسوفو التي تعود لحقبة الإمبراطورية الصربية، انصهار العمارة البيزنطية الأرثوذكسية الشرقية والعمارة الرومانسكية الغربية لتشكّل نمطًا خاصًا في عصر النهضة.

### الحقبة العثمانية

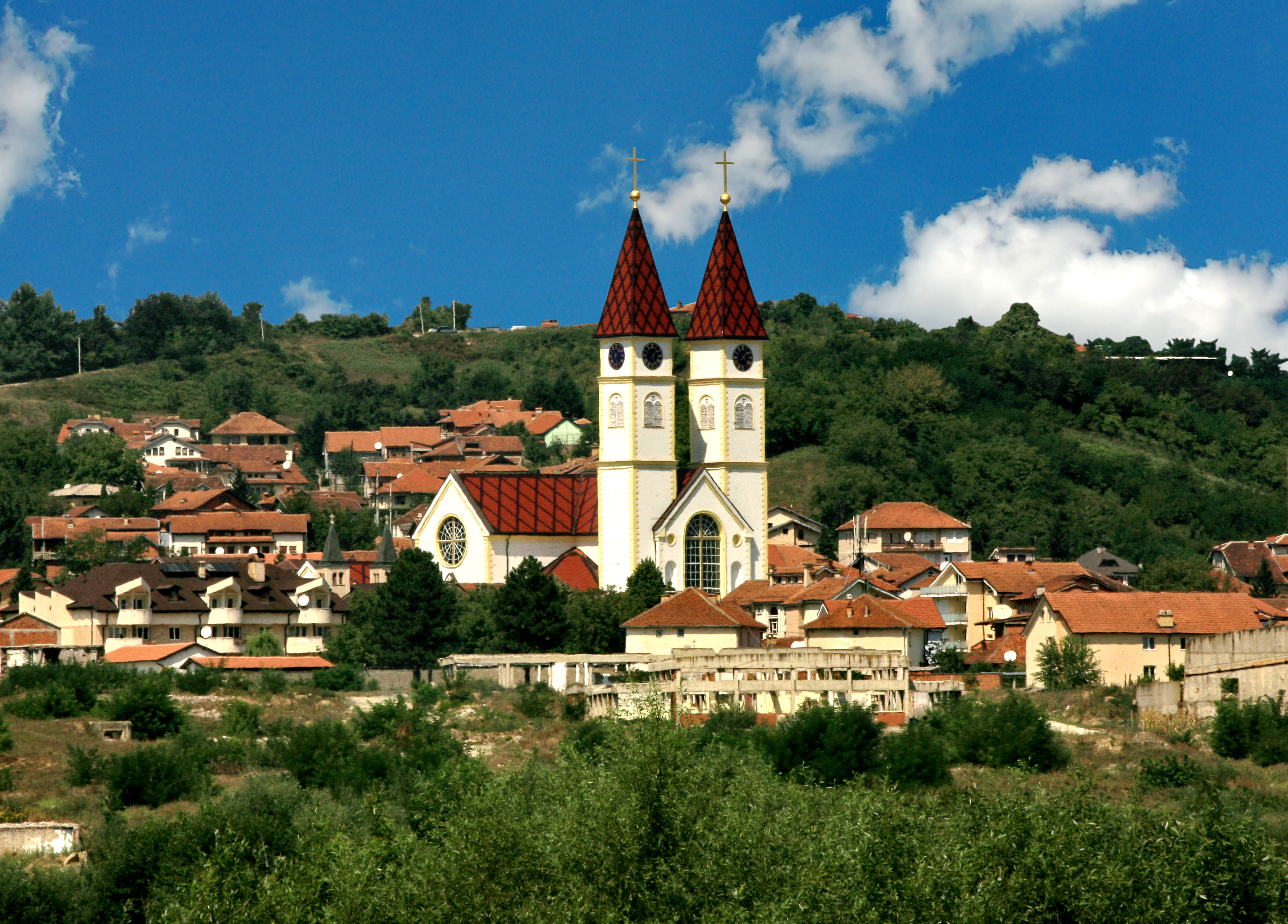
كنيسة القديس بطرس وبولس في مدينة جاكوفا.

في 15 يونيو 1389 حصلت معركة قوصوة بين جيش العثمانيين وجيوش الصليبيين المكونة من الجيش الصربي والألباني بقيادة ملك الصرب أوروك الخامس. حدثت المعركة في مكان يسمى قوصوة. انزعج ملوك أوروبا من توسعات الدولة العثمانية والتي كانت قد توغلت في القارة الأوربية حتى تاخمت حدود دولة الصرب والبلغار وألبانيا وأحاطت بالقسطنطينية من كل اتجاه، فأرسلوا إلى البابا يستنجدونه فقام بدعوة ملوك أوروبا لحروب صليبية جديدة. في تلك الأثناء قام ملك الصرب بمهاجمة أدرنة وكان مراد غائبا عنها، فلما علم بأمر الهجوم عاد وحارب الصرب وهزمهم. وظلت أهوال تلك المعركة ماثلة في وجدان الصرب حتى نهاية القرن العشرين حيث رمزت المعركة في وجدان الصرب إلى استشهاد الأمة الصربية في الدفاع عن شرفهم وشرف العالم المسيحي ضد الأتراك. جوهر الأسطورة هو أنه خلال المعركة، خسر الصرب، برئاسة القيصر لازار، لأنهم ضحوا بمملكة ترابي (الإمبراطورية الصربية) من أجل الحصول على ملكوت الله.
خلال القرن السادس عشر أثر حدثان كبيران بشكل مأساوي على الكنيسة الصربية الأرثوذكسية في المنطقة. في زمن الحرب النمساوية التركية من عام 1683 حتى عام 1699 كانت العلاقات بين المسلمين والمسيحيين في المقاطعات الأوروبية الواقعة تحت سيطرة الدولة العثمانية متطرفة. ونتيجة للإضطهاد التركي وتدمير الكنائس والأديرة والعنف ضد السكان المدنيين غير المسلمين، وقف المسيحيون الصرب وقادة الكنائس بقيادة البطريرك الصربي أرسينيجي الثالث مع النمساويين في عام 1689 ومرة أخرى في عام 1737 تحت رعاية البطريرك الصربي أرسينيجي الرابع. وفي الحملات العقابية التالية شنت القوات التركية حملات منهجيَّة ضد السكان المسيحيين في المناطق الصربية، ولا سيما في ميتوهيا وكوسوفو وراسكا، مما أدى إلى هجرات كبيرة للصرب. وكان من بين الآثار المترتبة على الدمار السكاني المسيحي الصربي في منطقتي كوسوفو وميتوهيا أثناء الحرب النمساوية التركية إعادة تنظيم الأبرشيات الصربية المحلية. وقد اندمجت أبرشية ليبليان القديمة مع أبرشية بريزرن وظلت متحدة حتى يومنا هذا. وفي عام 1766 وضعت البطريركية الصربية لبيخا وجميع أبرشياتها في الأراضي التي الخاضعة للحكم العثماني تحت سلطة بطريركية القسطنطينية المسكونية.

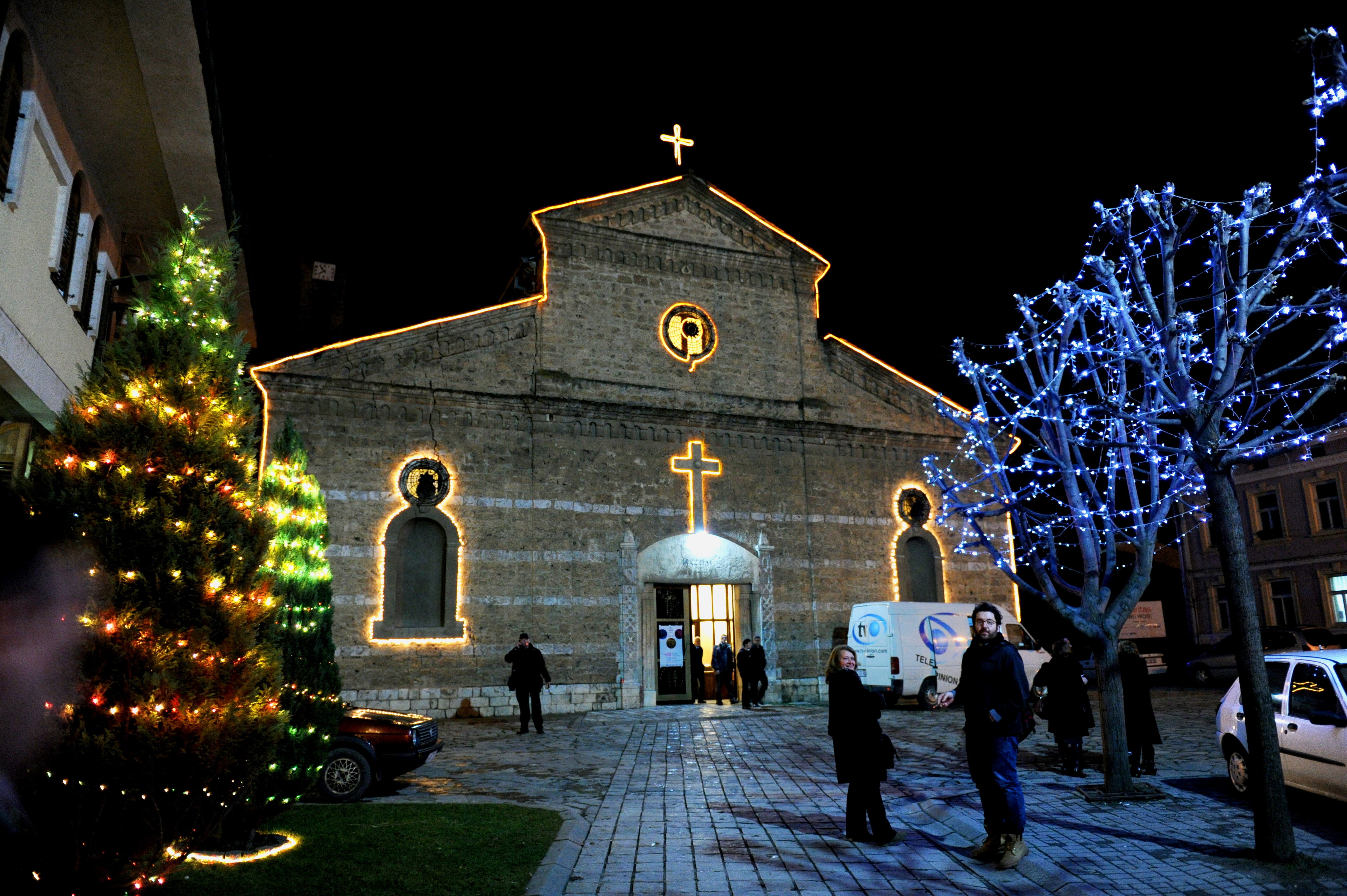
كاتدرائية سيدة المعونات الأبدية في مدينة بريزرن.

خلال الفترة العثمانية تحول عدد من الكاثوليك الألبان الكوسوفيين إلى الإسلام خاصًة في النصف الثاني من القرن السادس عشر إلى نهاية القرن الثامن عشر، وعلى الرغم من ذلك واصل العديد من المتحولين إلى الإسلام في الحفاظ على الطقوس الكاثوليكية بشكل سرّي، وقد دعي المسيحيين المخفيين في كوسوفو باسم «لارامان» وهو ما يعني باللغة الألبانية متنوع الصفات. في عام 1845 عرَّفت أعداد كبيرة من المتحولين إلى الإسلام أنفسهم ككاثوليك، وذلك لتجنب التجنيد. وقد اعتنق العديد من المسيحيين الألبان الإسلام في عهد الدولة العثمانية تفاديًا لضغوط مختلفة بما فيها الضرائب الكثيرة التي كانت تفرض على المسيحيين والاضطهادات والتمييز وللاستفادة من عدة امتيازات اجتماعية، وقد تحول عدد من الأديرة والكنائس إلى مساجد. كان أبناء المجتمع ممزقين بين هذه الازدواجية الدينية حيث يذهبون إلى المساجد نهارًا وإلى الكنيسة ليلاً. وكان ذلك نمط حياة للبقاء، إذ لم يستطيعوا ممارسة دينهم علنًا لكنهم اصروا على الحفاظ عليه في منازلهم. وقد خصصوا طابقًا من منزلهم «إلى الطقوس والاحتفالات المسيحية» بينما خصصوا طابقًا آخر للعادات الإسلامية. وكانت الأسرار تُكتم عن الأطفال خوفاً من ان يبوحوا بها عرضًا، وكان كل شيء يظل داخل النواة العائلية الضيقة.
على الرغم من فرض الحكم الإسلامي على البلاد، استمرت أعداد كبيرة من المسيحيين في العيش وأحياناً في الازدهار تحت حكم العثمانيين. وبدأت عملية الأسلمة بعد فترة وجيزة من بداية الحكم العثماني، إلا أنها استغرقت وقتاً طويلاً، على الأقل قرنا من الزمان، وتركزت في البداية على المدن. وربما كان جزء كبير من أسباب التحويل اقتصادياً واجتماعياً، حيث أنه كان للمسلمين حقوق وامتيازات أكثر بكثير من السكان المسيحيين. ومع ذلك استمرت الحياة الدينية المسيحية في كوسوفو، في حين الكنائس بقيت تعمل وتمارس الطقوس الدينية إلى حد كبير من قبل العثمانيين، لكن عانت كل من الكنائس الصربية الأرثوذكسية والكنيسة الكاثوليكية ورعاياهم من فرض عدد من الضرائب الكثيرة والمُرهقة.

#### الاضطهاد
في عام 1878 وقع اضطهاد ضد السكان الصرب المسيحيين في كوسوفو العثمانية، نتيجة للحرب الصربية العثمانية (1876–1878)، حيث قام اللاجئون الألبان القادمون إلى كوسوفو والذين طردهم الجيش الصربي من سنجق نيش في هجمات انتقامية وعدائية للسكان الصرب المحليين. وشاركت القوات الألبانية العثمانية أيضًا في الهجمات، بناءً على طلب السلطان العثماني عبد الحميد الثاني. وفي عام 1901 تعرض الصرب المسيحيين لسلسة من المذابح المتعددة في ولاية كوسوفو التابعة لسلطة الدولة العثمانية (والتي شكلت كل من صربيا الحديثة وكوسوفو ومقدونيا الشمالية)، ونفذها الألبان. وتعرض الصرب لسوء المعاملة واتُهموا بأنهم عملاء صربيون. تلا ذلك حالة من الهرب، حيث هرب الصرب في المقام الأول من المناطق الحدودية إلى صربيا. واستخدم الألبان الذين شاركوا في الحرب اليونانية التركية عام 1897 أسلحة لم يتم تسليمها إلى السلطات ضد الصرب في صربيا القديمة. في مايو عام 1901، أضرم الألبان النار في كل من سجينيكا ونوفي بازار وبريشتينا. وذهب الألبان في هياج وقاموا بذبح الصرب في بريشتينا. في إبار كولاسين (المعروفة الآن باسم شمال كوسوفو)، وهي منطقة غابات مكونة من أربعين قرية، كان يسكنها الصرب إلى حد كبير، حيث نشط المعلمون والكهنة الصرب، مما أغضب الألبان والحكومة العثمانية لفترة طويلة؛ وتعرض الصرب لإساءة المعاملة باستمرار في هذه المنطقة. راقبت الحكومة الصربية التطورات في كولاشين، ولم تبقى مكتوفة الأيدي. وأصبح الوضع خطيرًا، حيث كان الصرب يُهربون الأسلحة من قبل صربيا للدفاع عن أنفسهم. اتخذت الفظائع الألبانية أبعاداً كبيرة لدرجة أن حكومة فلادان أوروفيتش أُجبرت على بدء عمل دبلوماسي واسع لحماية الصرب في صربيا القديمة؛ عندما لم تؤت هذه الجهود ثمارها، وتم تمكين الألبان بالسلاح وتكثيف الأعمال الوحشية ضد الصرب، بدأ صرب كوسوفو غير المحميين في المطالبة بالأسلحة لحماية أنفسهم. تم اطلاع الحكومة العثمانية على تهريب الأسلحة في كولاشين، من قبل عيسى بوليتيني في أوائل يوليو، وقد قاد بوليتيني التحقيق. في صيف عام 1901، بعد التحقيق العثماني، قام الألبان بذبح الصرب في منطقة كولاشين. كانت بوليتيني حاضراً أثناء ارتكاب الفظائع المنظمة في كولاشين، بما في ذلك المذابح والاغتصاب والابتزاز والنهب وإخلاء الصربيين المحليين. دفعت الأعمال الوحشية الحكومة الروسية إلى التدخل. توقف العنف في كلاشين، ومع ذلك استمرت الفظائع الألبانية في مناطق أخرى.
في البداية، لم يقمع الباب العالي الحركة الألبانية ولم يقم بحماية الصرب. طالبت الإمبراطورية الروسية بمعاقبة الألبان والدرك التركي والسماح للصرب بالاحتفاظ بالأسلحة للحماية. وأستجاب الباب العالي عن طريق الاعتقالات الجماعية وتجريم اللغة الألبانية. تم فصل الوالي، وتمت إزالة العديد من المسؤولين المناهضين للصرب، وزعماء القبائل الألبان الذين كانوا قاسيين بشكل خاص، من مناصبهم.

### العصور الحديثة

كنيسة الثالوث المقدس الأرثوذكسيَّة والتي دمرت خلال حرب كوسوفو عام 1991.

انتهى الحكم العثماني في عام 1912، وتم تقسيم أراضي كوسوفو بين مملكة صربيا ومملكة الجبل الأسود. وتبعت بريزرن مملكة صربيا، في حين تبعت بيخا مملكة الجبل الأسود. وأعقبت الانقسامات السياسية إعادة تنظيم إدارة الكنيسة. وفي المنطقة التي انتمت إلى الجبل الأسود، أنشئت أبرشية بيخا المنفصلة. خلال الحرب العالمية الأولى (1914-1918) احتلت أراضي الأبرشيات من قبل جيش الإمبراطورية النمساوية المجرية. بعد التحرير في عام 1918، تم إنشاء مملكة يوغوسلافيا والتي وشملت جميع أراضي صربيا والجبل الأسود. بعد أن تم تجديد البطريركية الصربية في عام 1920، أعيدت إبرشية روسكا وبريزرن إلى ولاية الكنيسة الصربية الأرثوذكسية. وفي عام 1931، أعيد أبرشية بيخا إلى أبرشية راشكا وبريزرن. في عام 1941، تعرضت يوغوسلافيا لهجوم واحتلتها ألمانيا النازية وحلفاؤها. احتلت أراضي الجزء الشمالي من أبرشية راشكا وبريزرن من قبل الألمان، والجزء الأوسط من قبل الإيطاليين والجزء الشرقي من قبل البلغار. وتم ضم المنطقة الإيطالية المحتلة إلى ألبانيا الفاشية. وكان ذلك بداية الاضطهاد الجماهيري للصرب في منطقتي ميتوهيا ووسط كوسوفو. ونهبت ودمرت العديد من الكنائس الصربية في أبرشية راشكا وبريزرن. وبحلول وقت التحرير في عام 1944، تعرض السكان الصرب في المنطقة للعديد من الأضرار الثقافية والديموغرافية.
خلال حرب كوسوفو وهو نزاع مسلح دارت أطواره في كوسوفو استمر من 28 فبراير عام 1998 حتى 11 يونيو من عام 1999. واجهت في هذه الحرب قوات جمهورية يوغوسلافيا الاتحادية، والتي سيطرت على كوسوفو قبل الحرب، جماعة متمردة ألبانية كوسوفية معروفة باسم جيش تحرير كوسوفو، مع الدعم الجوي من حلف شمال الأطلسي ابتداءًا من 24 مارس عام 1999، والدعم البري من الجيش الألباني. خلال الحرب حدث تخريب للكنائس الكاثوليكية الألبانية الكوسوفية. تعرضت كنيسة القديس أنطون الكاثوليكية الواقعة في غاكوفي لأضرار كبيرة قام بها الجنود الصرب اليوغوسلاف. وفي بريشتينا قام ضباط يوغوسلاف بإخراج الراهبات وكاهن من الكنيسة الكاثوليكية، ووضعوا ردار للطائرات في البرج مما أدى إلى قصف الناتو للكنيسة والمنازل المحيطة بها. بعد استقلال كوسوفو اندلعت اضطرابات العنيفة في 17 مارس من عام 2004 إذ شارك ألبان كوسوفو، الذين بلغ عددهم أكثر من 50,000 شخص، في هجمات واسعة النطاق على أقلية صرب كوسوفو. وكان هذا أكبر حادث عنيف في كوسوفو منذ حرب كوسوفو في الفترة بين عام 1998 وعام 1999. ووفقًا لتقارير صادرة عن مصادر إخبارية في صربيا، فقد قتل مدنيون أثناء الاضطرابات، وأجبر الآلاف من الصرب على مغادرة منازلهم، وتدمر حوالي 935 منزلاً صربياً، وعشرة مرافق عامة (مدارس ومراكز صحية ومكاتب بريد) وخمسة وثلاثين كنيسة صربية أرثوذكسية، وتم تطهير ست مدن وتسع قرى عرقيا.
هناك شائعة على نطاق واسع، وعلى الرغم من أنها غير مؤكدة، تقول أن الرئيس إبراهيم روجوفا قد تحول إلى الكاثوليكية قبل وفاته في 2006. في الآونة الأخيرة بدأ العديد من الكوسوفيون ترك الإسلام والعودة لجذورهم المسيحية، وفقًا لدراسة المؤمنون في المسيح من خلفية مسلمة: إحصاء عالمي وهي دراسة أجريت من قبل جامعة سانت ماري الأمريكيّة في تكساس سنة 2015 وجدت أن عدد المسلمين في كوسوفو المتحولين للديانة المسيحية (الغالبية من أصول ألبانيَّة) يبلغ حوالي 2,000 شخص.

## الطوائف المسيحية

### الكنيسة الكاثوليكية

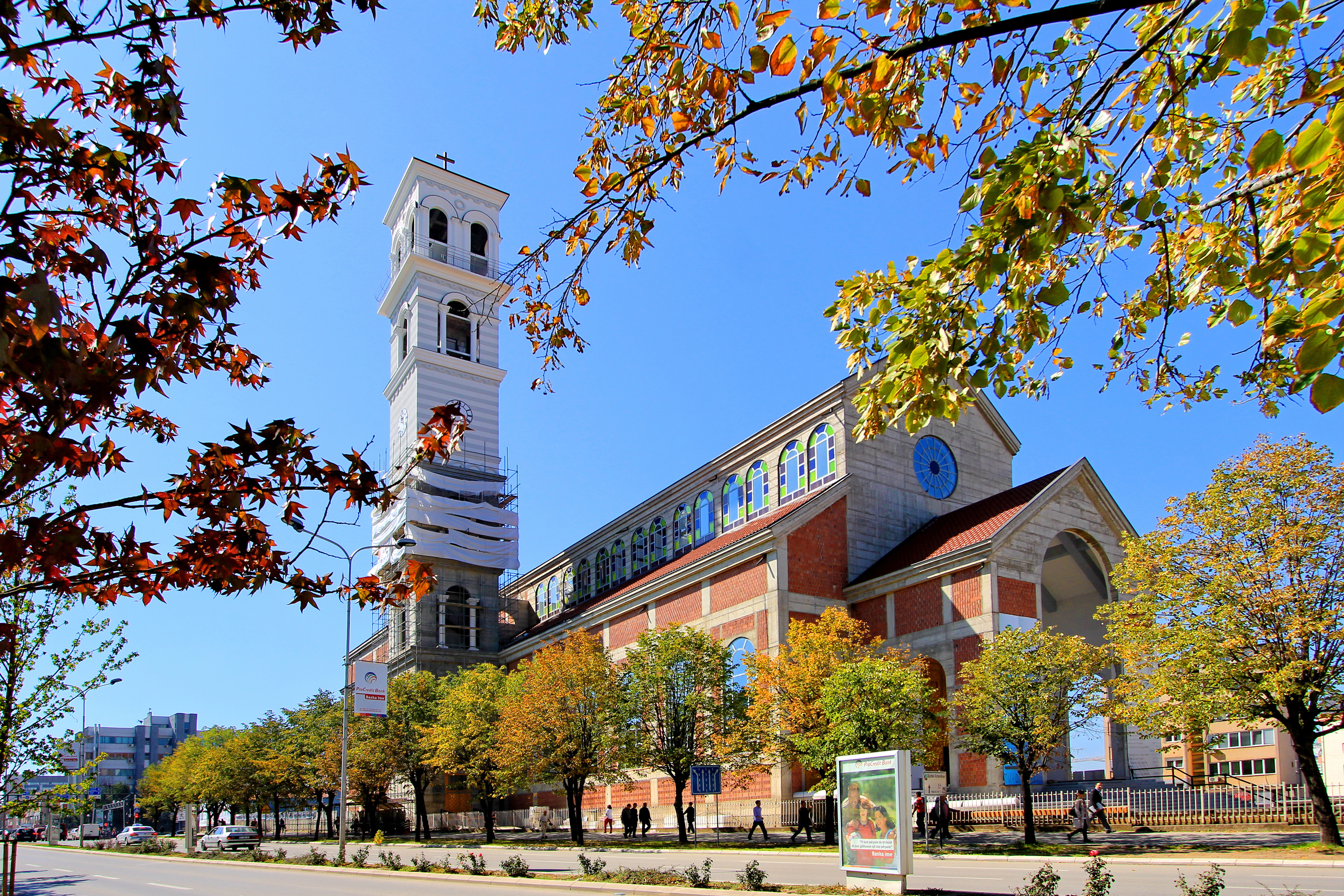
كاتدرائية القديسة تريزا في بريشتينا.

الكنيسة الكاثوليكية الكوسوفيَّة هي جزء من الكنيسة الكاثوليكية العالمية في ظل القيادة الروحية للبابا في روما. تتراوح أعداد الكاثوليك في كوسوفو بين 38,438 نسمة بحسب التعداد السكاني عام 2011، إلى حوالي 50,000 كاثوليكي بحسب تقديرات مركز بيو للأبحاث. تُشير ذي إيكونوميست أنَّ هناك ما يُقدر بحوالي 65,000 من الكاثوليك في كوسوفو وحوالي 60,000 من الكوسوفيون الكاثوليك خارج كوسوفو. أغلب كاثوليك البلاد هم من العرقية الألبانيَّة إلى جانب أقلية كرواتية، ويتركز الوجود الكاثوليكي الألباني الكوسوفي في المناطق الحضرية مثل جاكوفا وبريزرن وكلاين وبعض القرى حول بيخا وفيتيا. وعادةً ما يَطلق الكاثوليك الناطقون باللغة السلافية على أنفسهم اسم يانجيفتشي أو الكروات الكوسوفيين.
تُشير التقديرات أنَّ نحو ثلاثة في المئة من السكان الألبان في كوسوفو هم من أتباع الكنيسة الرومانية الكاثوليكية وذلك على الرغم من قرون من الحكم العثماني. خلال الفترة العثمانية تحول عدد من الكاثوليك إلى الإسلام خاصًة في النصف الثاني من القرن السادس عشر إلى نهاية القرن الثامن عشر، وعلى الرغم من ذلك واصل العديد من المتحولين إلى الإسلام في الحفاظ على الطقوس الكاثوليكية بشكل سرّي، وقد دعي المسيحيين المخفيين في كوسوفو باسم «لارامان» وهو ما يعني باللغة الألبانية متنوع الصفات. في الآونة الأخيرة بدأ العديد من ألبان كوسوفو ترك الإسلام والعودة لجذورهم المسيحية، فضلًا عن العديد من الحالات حيث تعود الأسر لإيمانهم الكاثوليكي.
تُعتبر العلاقات بين الطائفة الألبانية المسلمة والكاثوليكية في كوسوفو جيدة، ولكن لدى كلا الطائفتين علاقات قليلة أو معدومة مع المجتمع الصربي الأرثوذكسي. بشكل عام، يُعرّف ألبان كوسوفو قوميتهم عن طريق اللغة وليس من خلال الدين؛ بينما يعكس الدين سمة هوية مميزة بين السلاف في كوسوفو.

### الكنيسة الصربية الأرثوذكسية

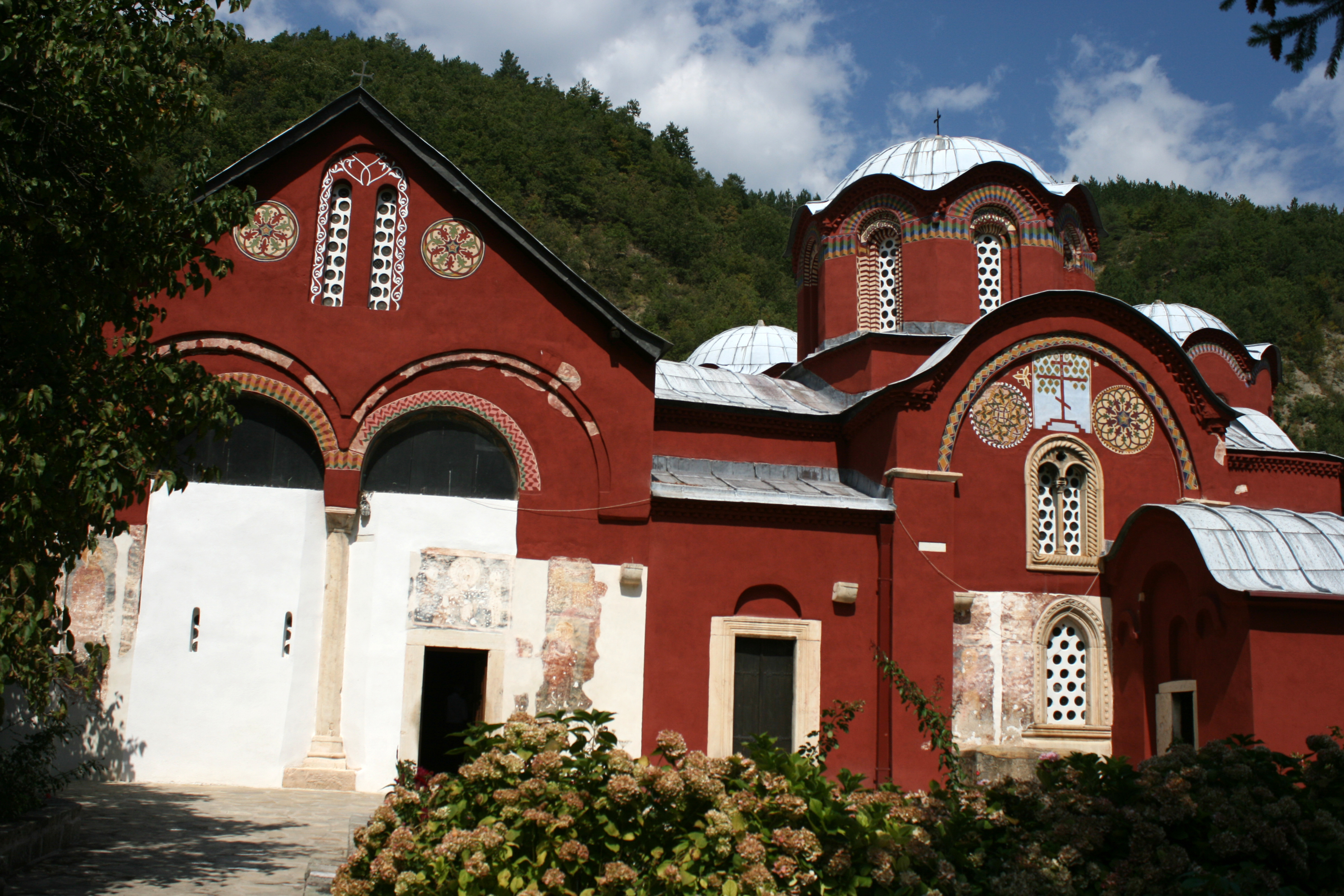
الدير البطريركي في بيخا.

تقدر أعداد الصرب الأرثوذكس بين حوالي 100,000 إلى 140,000 شخص، ويتبع أغلبيتهم إلى الكنيسة الصربية الأرثوذكسية. وفقاً لتعداد سكان كوسوفو عام 2011 قُدرت أعداد المسيحيون الأرثوذكس بحوالي 25,837 شخص، لكن التقديرات تعرضت للانتقاد بسبب مقاطعة تعداد سكان كوسوفو عام 2011 إلى حد كبير من قبل صرب كوسوفو (وهم في الغالب مسيحيون أرثوذكس) وخاصةً في شمال كوسوفو، وبالتالي فإنَّ تعداد السكان لا يعكس أعداد السكان الصرب الأرثوذكس في كوسوفو. ويتواجد معظم صرب البلاد في كوسوفو الشماليَّة. تضم البلاد على أقلية مونتينيغرية يعتنق غالبها المسيحية على مذهب الأرثوذكسية الشرقية، إلى جانب بعض العائلات الغجرية الأرثوذكسيَّة. وفقًا للتقديرات المستندة إلى بيانات منظمة الأمن والتعاون في أوروبا لعام 2010 وعام 2013، كان هناك 146,128 صربيًا (وهم في الغالب مسيحيون أرثوذكس) يعيشون في كوسوفو، ويُشكلون 7.8% من إجمالي السكان - وهي نسبة أكبر بكثير من تقديرات تعداد السكان عام 2011. ومن بين هؤلاء، أقام 70,430 في شمال كوسوفو وأقام حوالي 75,698 في جنوب كوسوفو، ويشكل الصرب أغلبية سكانية في 10 بلديات.
عاش الصرب في كوسوفو منذ القرن الحادي عشر، ومن حوالي عام 1200 إلى عام 1455 كانت كوسوفو جزءًا من المملكة الصربية. خلال هذه الفترة تم بناء بعض المواقع المسيحية الأرثوذكسية الهامة في كوسوفو. كانت البلاد مقر الكنيسة الصربية الأرثوذكسية من القرن الرابع عشر، عندما تم ترقية وضعها إلى بطريركية. وهناك العديد من الأديرة والكنائس في كوسوفو، والتي تُعد مهد الأرثوذكسية الصربية، ثلاث منها هي من مواقع التراث العالمي وهي بطريركية بيتش، ودير فيسوكي ديكاني، وغراكانيتشا. دمرت بعض العشرات من الكنائس، وغيرها من الأديرة التاريخية في فترة ستة أسابيع، بعد انتهاء الحكم الصربي في عام 1999. وتُعتبر معركة كوسوفو ذات أهمية خاصة للتاريخ الصربي والتقاليد والهوية الوطنية. وخلال أواخر القرن التاسع عشر، تمت إعادة تفسير الأساطير المسيحية الأرثوذكسية المحيطة معركة كوسوفو عام 1389 من التاريخ الديني إلى التاريخ الإثنو - القومي - الصربي.

### الكنائس البروتستانتية
تضم كوسوفو على عدد قليل من البروتستانت الإنجيليين، الذين يعود تواجدهم إلى المبشرين الميثوديين في أواخر القرن التاسع عشر. ويتبع معظم البروتستانت في البلاد الكنيسة الإنجيلية البروتستانتية في كوسوفو، وتقدر أعداد أتباع الكنيسة بين عشرة الآف إلى خمسة عشرة الآف شخص، ومنهم حوالي ستة الآف شخص يعيش في بريشتينا، ومعظمهم تحول من الدين الإسلامي إلى المذهب البروتستانتي. ومعظم أتباع الكنيسة من الإثنيَّة الألبانية الكوسوفيَّة. وتملك الكنيسة الإنجيلية البروتستانتية في كوسوفو حوالي اثنين وأربعين كنيسة. وفقًا لدراسة المؤمنون في المسيح من خلفية مسلمة: إحصاء عالمي وهي دراسة أجريت من قبل جامعة سانت ماري الأمريكيّة في تكساس سنة 2015 وجدت أنَّ حوالي 2,000 مواطن مُسلم تحول إلى المسيحية في كوسوفو، تحول معظمهم للمذهب الإنجيلي.

## المجتمع

### الثقافة

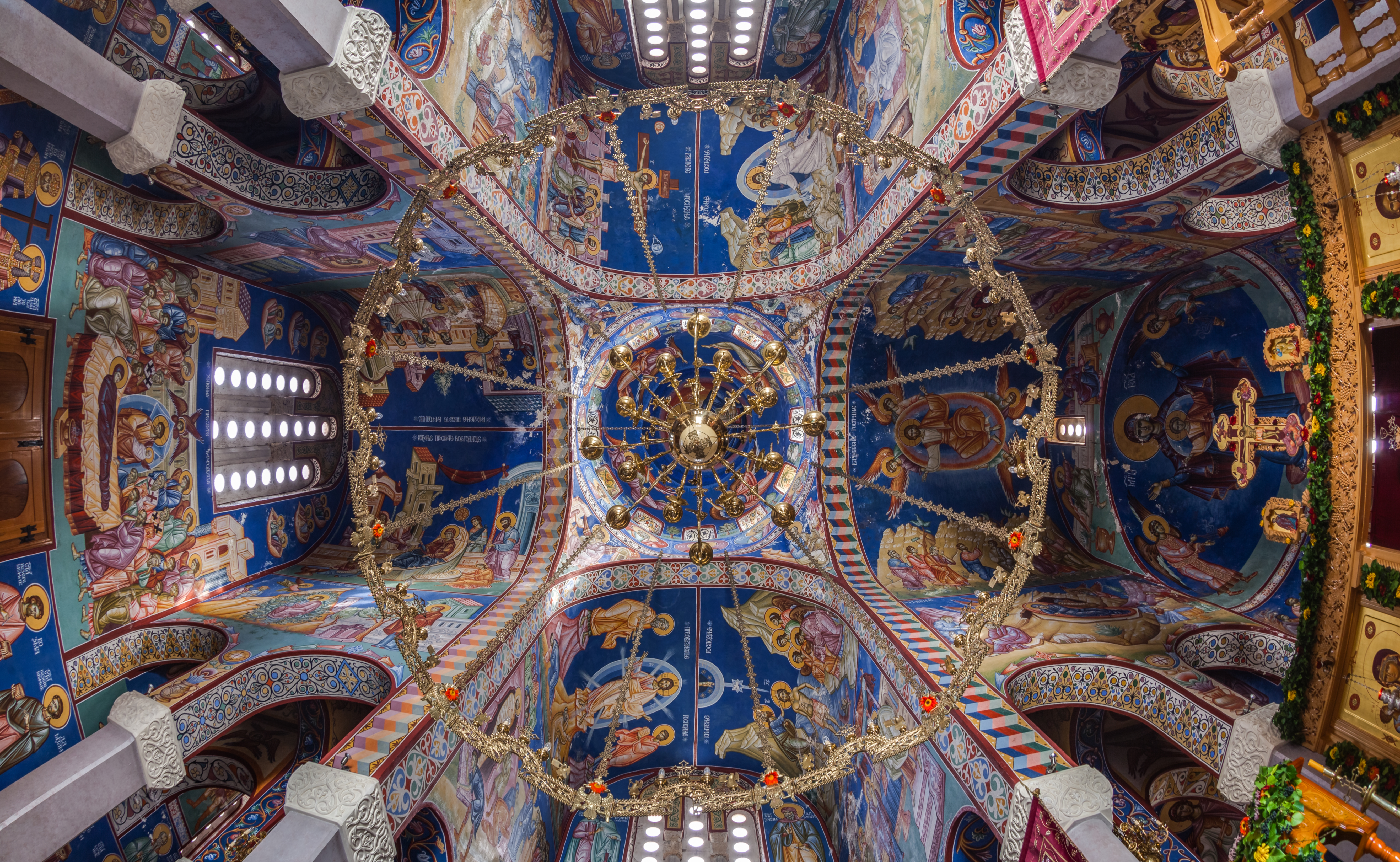
داخل دير غراتشانيكا في غراتشانيكا.

تُعتبر معركة كوسوفو ذات أهمية خاصة للتاريخ والتقاليد والهوية الوطنية الصربية. وتعتني أبرشية راشكا وبريزرين التابعة للكنيسة الصربية الأرثوذكسية بالشعب الصربي والتراث الأرثوذكسي في كوسوفو، وتنتشر العديد من الأديرة والكنائس الصربية الأرثوذكسية في جميع أنحاء كوسوفو. ومن بينها: دير بانجسكا، ودير ديفيتش، ودير غراتشانيكا، ودير بيتش البطريركي، ودير فيسوكي ديتشاني، ودير سيدة لييفيس. تشكل آخر أربعة آثار كوسوفو العائدة للعصور الوسطى هي موقع تراث عالمي تتكون من أربع كنائس صربية أرثوذكسية وأديرة صربية تمثل انصهار العمارة البيزنطية الأرثوذكسية الشرقية والعمارة الرومانسكية الغربية لتشكّل نمطاً خاصاً في عصر النهضة والتي أسستها سلالة نيمانجيتش. توجد هذه المواقع في جمهورية كوسوفو والتي تعتبرها صربيا إقليماً تابعاً لها يقع في الجنوب، على الرغم من إعلان استقلال كوسوفو 2008 المعلن من جانب واحد. عام 2004، اعترفت اليونسكو بدير ديتشاني لقيمته العالمية الاستثنائية. بعد عامين توسع موقع التراث ليشمل ثلاث معالم دينية أخرى. عام 2006، أدرج الموقع في قائمة مواقع التراث العالمي المعرضة للخطر بسبب صعوبات إدارتها والمحافظة عليها الناجمة عن عدم الاستقرار السياسي في المنطقة.
خلال الأعياد تتمحور الحياة الاجتماعية بين الصرب الكوسوفيين حول الكنائس والأديرة وهي عادة مسماة بسابوري خصوصاً خلال عيد سلافا، وسلافا هو تقليد مسيحي أرثوذكسي صربي لتبجيل قديس معين والذي يعتبر شفيع الأسرة؛ وينتشر التقليد بين الصرب وسكان مونتينغرو والمقدونيين. تحتفل الأسر المسيحية سنويًا بعيد السلافا وذلك في يوم عيد شفيعها. في سنة 2014 تم إعلان عيد السلافا من قبل اليونسكو في قائمة التراث الثقافي غير المادي. ويرتبط العيد بشكل خاص مع الصرب، والذين يعتبرونه جزء من التقاليد الوطنيّة والشعبيَّة. التقليد هو علامة عرقية هامة للهوية الصربية. وتجتمع الأسرة الموسعّة المكونة من عدة أجيال في منزل كبير العائلة لتبجيل القديس شفيع أو راعي الأسرة. في بريزرن العليا، يُقام تقليد سابور في 21 نوفمبر على أنقاض دير رئيس الملائكة المقدس الذي أسسه الإمبراطور الصربي ستيفان دوشان.

### المواقف تجاه المسيحية

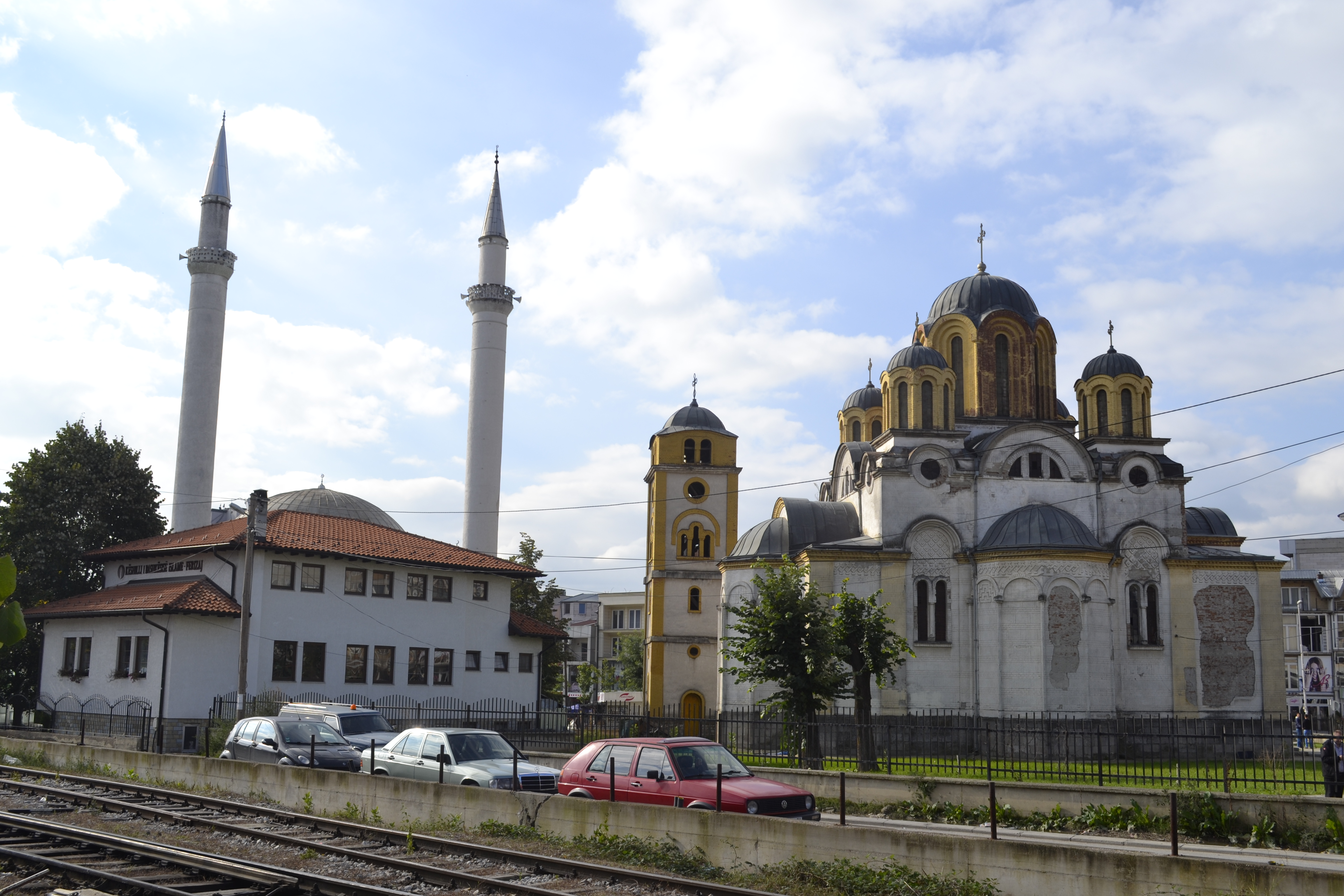
كنيسة صربية أرثوذكسية تجاور مسجد في فريزاي.

بحسب مسح لمركز بيو للأبحاث نُشر عام 2013 يقول 4% من المسلمين البوسنيين إن جميع المسلمين في بلدهم، أو الكثير منهم، معادون للمسيحيين، وفقاً لمسح أجراه مركز بيو للأبحاث حول مسلمي العالم. ونحو 4% من تم استطلاع آرائهم من المسلمين في كوسوفو يقولون إن كل أو معظم أو كثير من المسيحيين معادون للمسلمين، وهو ثاني أقل نصيب في 26 دولة سئل فيها السؤال. وبحسب مركز بيو للأبحاث حوالي 11% من المسلمين الكوسوفيين يقولون إنهم يعرفون بعضًا أو كثيرًا عن المعتقدات المسيحية، ويقول حوالي 50% من المسلمين الكوسوفيين أنَّ المسيحية تختلف كثيراً عن الإسلام، بالمقارنة مع 26% منهم يقولون أنَّ للمسيحية الكثير من القواسم المشتركة مع الإسلام. وترتفع نسبة من يقولون أنَّ للمسيحية الكثير من القواسم المشتركة مع الإسلام (35%) بين المسلمين الكوسوفيين الذين يقولون إنهم يعرفون بعضًا أو كثيرًا عن المعتقدات المسيحية، بالمقارنة مع المسلمين الكوسوفيين الذين يقولون إنهم يعرفون القليل أو من لا يعلمون شيئاً عن المعتقدات المسيحية (26%). ويقول حوالي 22% من المسلمين الكوسوفيين أنهم سيكونون مرتاحين بحالة زواج ابنتهم من مسيحي، بالمقارنة مع 24% بحالة زواج ابنهم من مسيحيَّة.

### الاضطهاد

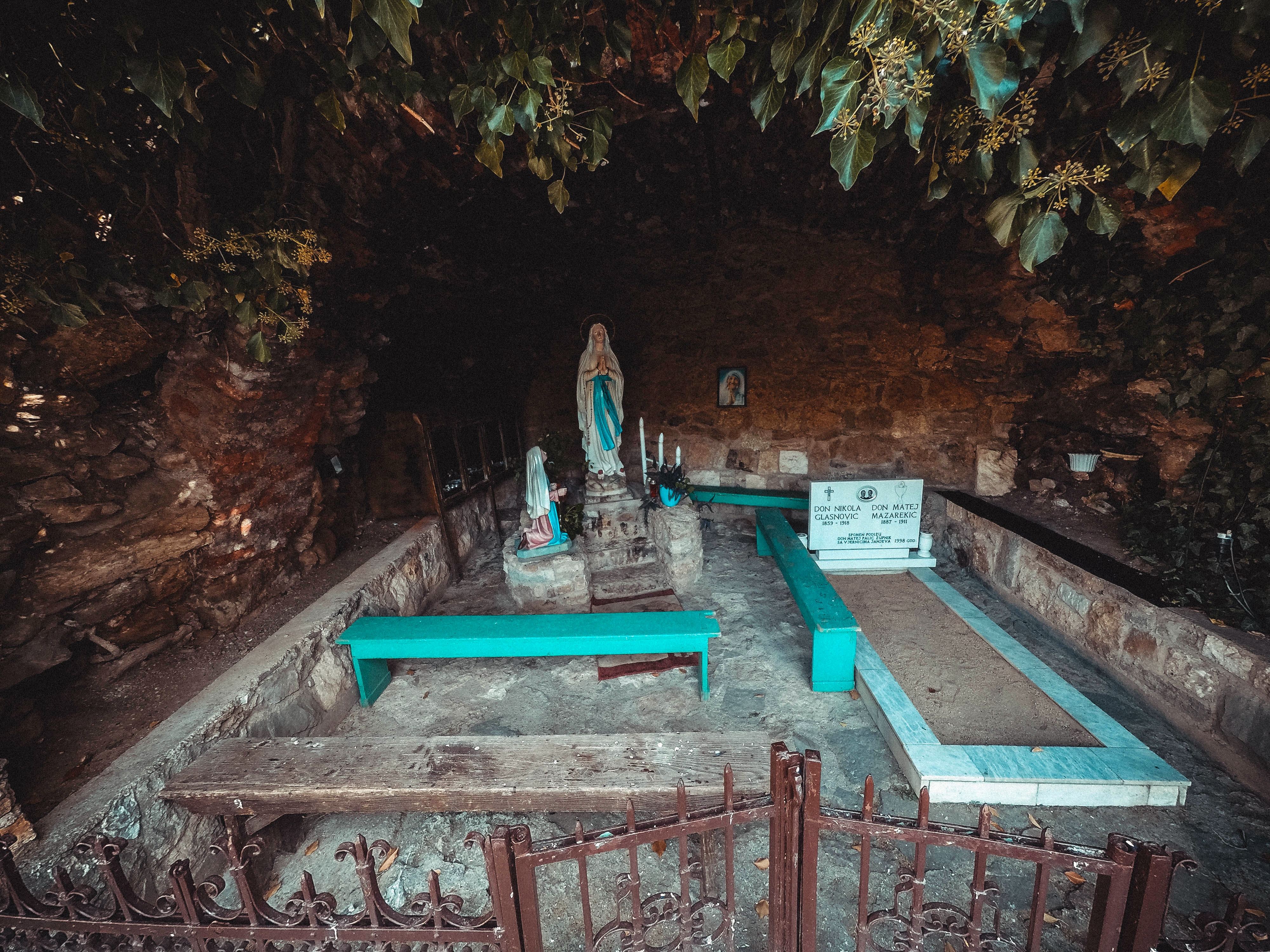
كنيسة القديس نقولا في جانجيفو: خلال الحقبة العثمانية تعرض العديد من المسيحيين في كوسوفو للأسلمة القسرية.

قبل أواخر القرن السادس عشر، ظل سكان ألبانيا وكوسوفو مسيحيين بشكل ساحق، على الرغم من حقيقة أنها كانت تحت الحكم العثماني، على عكس سكان مناطق أخرى من الدولة العثمانية مثل البوسنة وبلغاريا وشمال اليونان، وكانت ألبانيا الجبلية موقع متكرر للثورات ضد الحكم العثماني، وغالباً ما كانت تكلفتها البشرية باهظة، مثل تدمير قرى بأكملها. رداً على ذلك، تخلى العثمانيون عن سياستهم المعتادة المتمثلة في التسامح مع المسيحيين لصالح سياسة تهدف إلى تقليص عدد السكان المسيحيين في ألبانيا من خلال عمليات الأسلمة القسرية، بدءًا من المناطق المسيحية المضطربة في ريكا وإلباسان في عام 1570.
وشملت الضغوط التي نتجت عن هذه الحملة الظروف الاقتصادية القاسية بشكل خاص التي فُرضت على السكان المسيحيين في ألبانيا؛ بينما كانت الضرائب السابقة على المسيحيين حوالي 45 آقجة في السنة، بحلول منتصف القرن السابع عشر، تضاعف المعدل بـ 27 إلى 780 آقجة في السنة. غالبًا ما اختار كبار السن الألبان إنقاذ عشائرهم وقراهم من الجوع والدمار الاقتصادي من خلال الدعوة إلى التحول إلى الإسلام على مستوى القرية وعلى مستوى المنطقة، مع استمرار العديد من الأفراد في ممارسة المسيحية على انفراد أو بشكل متخفي وسري.
كان لتمرد كاثوليكي فاشل في عام 1596 ودعم السكان الألبان للإمبراطورية النمساورية المجرية أثناء الحرب التركية العظمى، ودعمهم للفينيسيين في الحرب العثمانية البندقية عام 1644، وكذلك ثورة أورلوف، جميعها عوامل أدت إلى إجراءات عقابية وانتهى بها الأمر إلى إجبار عدد كبير من السكان المسيحيين على اعتناق الإسلام في ألبانيا. في أعقاب الحرب التركية العظمى، تم فرض إجراءات عقابية واسعة النطاق على السكان الألبان الكاثوليك في كوسوفو ونتيجة لها، فر معظم أفرادها إلى المجر واستقروا حول بودابست، حيث مات معظمهم بسبب المرض والجوع.
بعد هروب السكان الصرب الأرثوذكس من كوسوفو، أجبر باشا إيبيك متسلقي الجبال الألبان الكاثوليك على إعادة التوطين في كوسوفو عن طريق ترحيلهم إلى كوسوفو، كما أجبرهم على اعتناق الإسلام. في القرنين السابع عشر والثامن عشر، شهدت جنوب ألبانيا أيضًا العديد من حالات العنف التي تم توجيهها ضد أولئك الذين ظلوا مسيحيين من قبل المسلمين المحليين المتحولين حديثًا، مما أدى في النهاية إلى العديد من التحولات إلى الإسلام بدافع الخوف وكذلك هروب السكان المسيحيين إلى أراضي بعيدة.
خلال حرب كوسوفو وهو نزاع مسلح دارت أطواره في كوسوفو استمر من 28 فبراير عام 1998 حتى 11 يونيو من عام 1999. واجهت في هذه الحرب قوات جمهورية يوغوسلافيا الاتحادية، والتي سيطرت على كوسوفو قبل الحرب، جماعة متمردة ألبانية كوسوفية معروفة باسم جيش تحرير كوسوفو، مع الدعم الجوي من حلف شمال الأطلسي ابتداءًا من 24 مارس عام 1999، والدعم البري من الجيش الألباني. خلال الحرب حدث تخريب للكنائس الكاثوليكية الألبانية الكوسوفية. بعد استقلال كوسوفو اندلعت اضطرابات العنيفة في 17 مارس من عام 2004 حيث شارك ألبان كوسوفو، الذين بلغ عددهم أكثر من 50,000 شخص في هجمات واسعة النطاق على أقلية صرب كوسوفو الأرثوذكس. وكان هذا أكبر حادث عنيف في كوسوفو منذ حرب كوسوفو في الفترة بين عام 1998 وعام 1999.

## معرض الصور

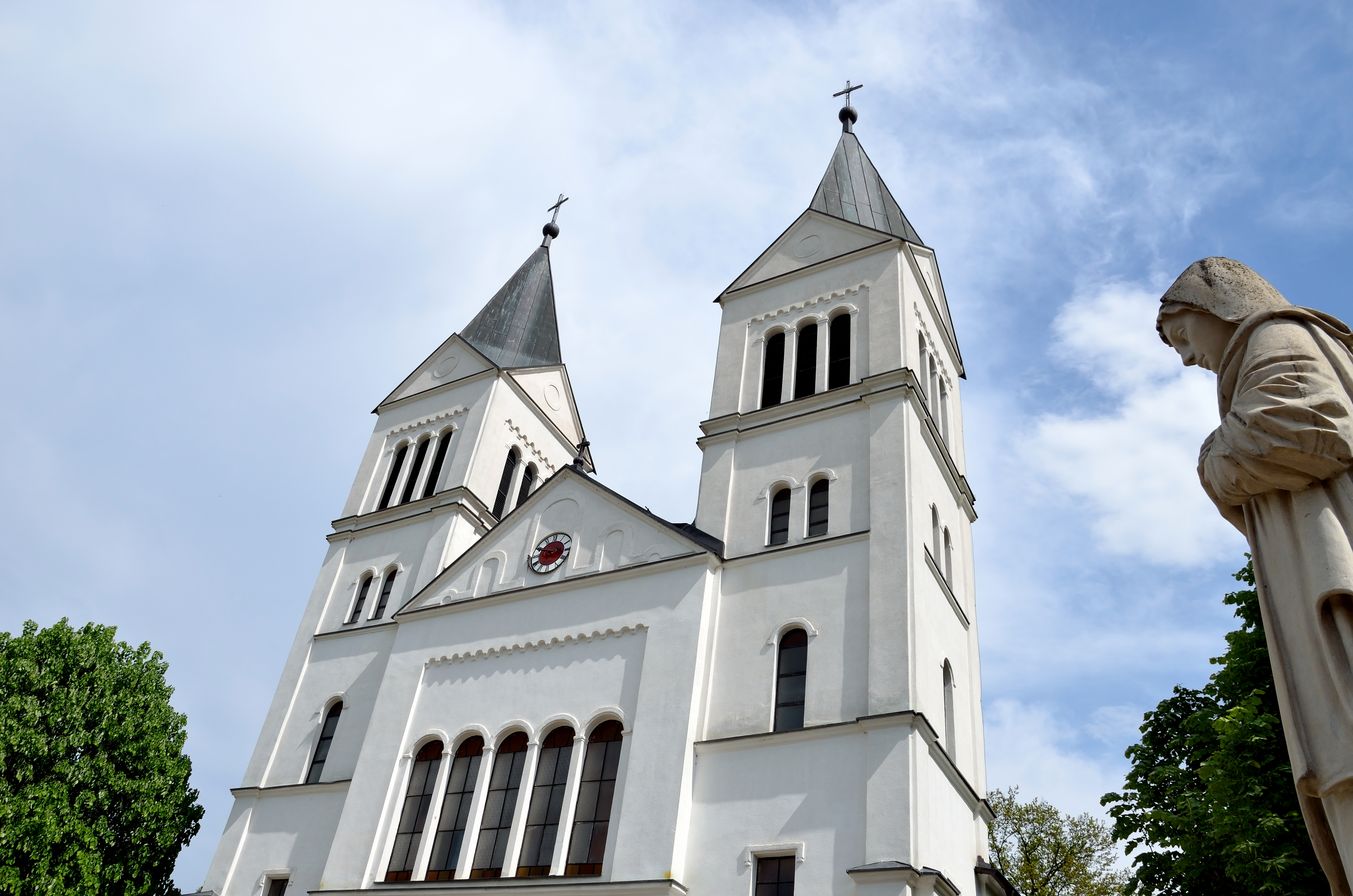
كنيسة القديس بطرس وبولس الكاثوليكيَّة في فيتيا
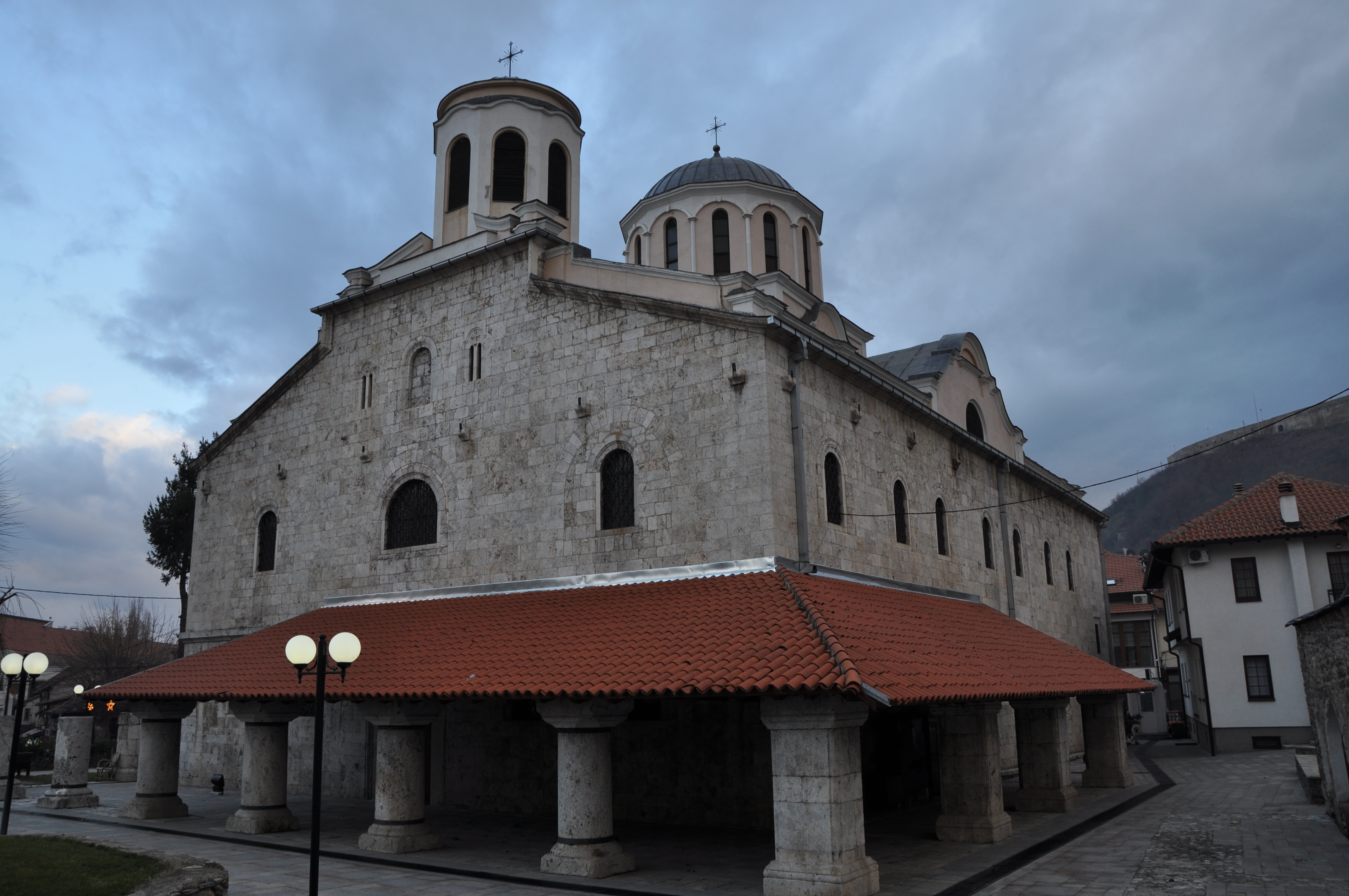
كنيسة القديس جاورجيوس الصربية الأرثوذكسية في بريزرن
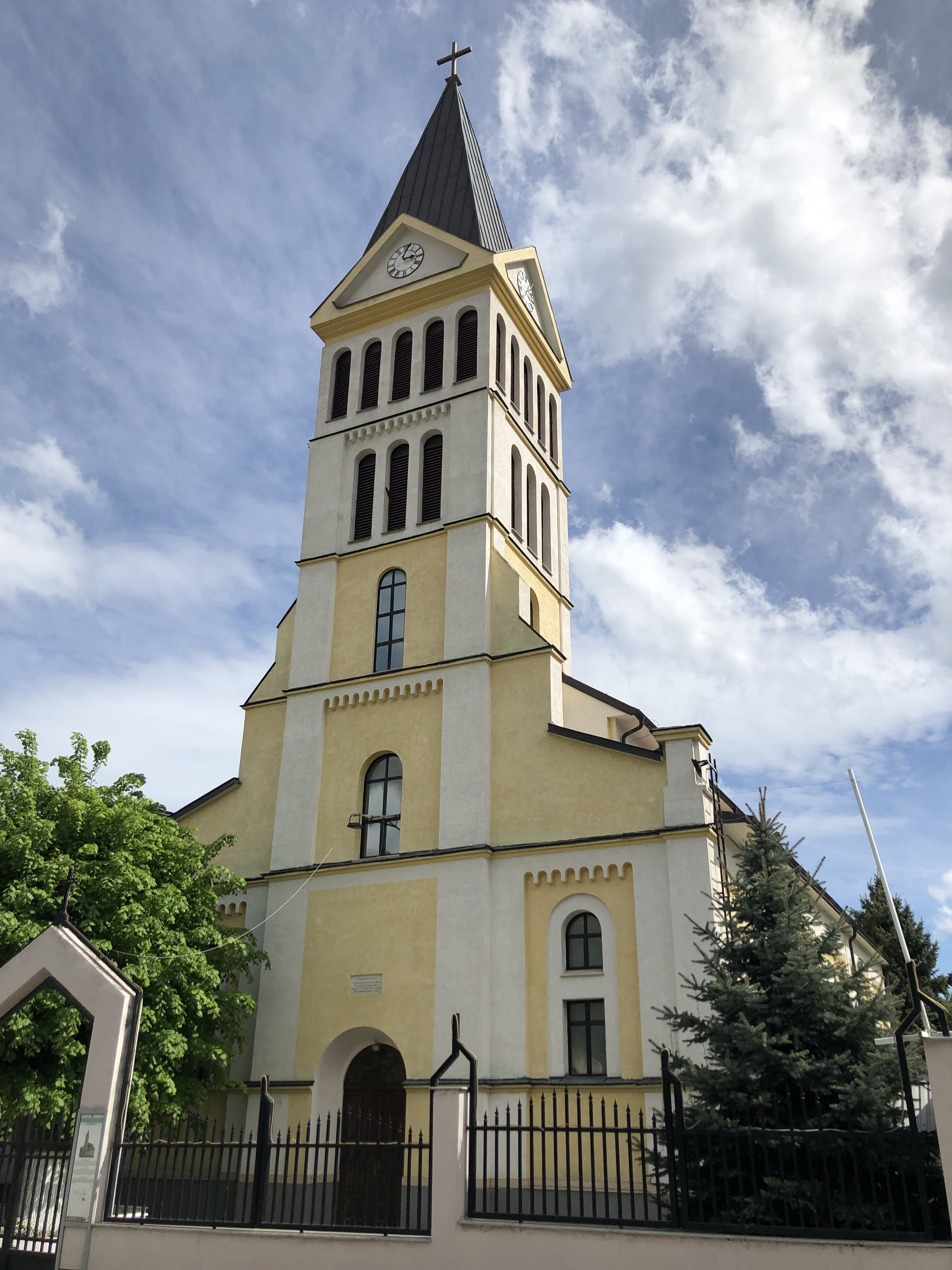
كنيسة القديس كاترين الكاثوليكيَّة في بيخا
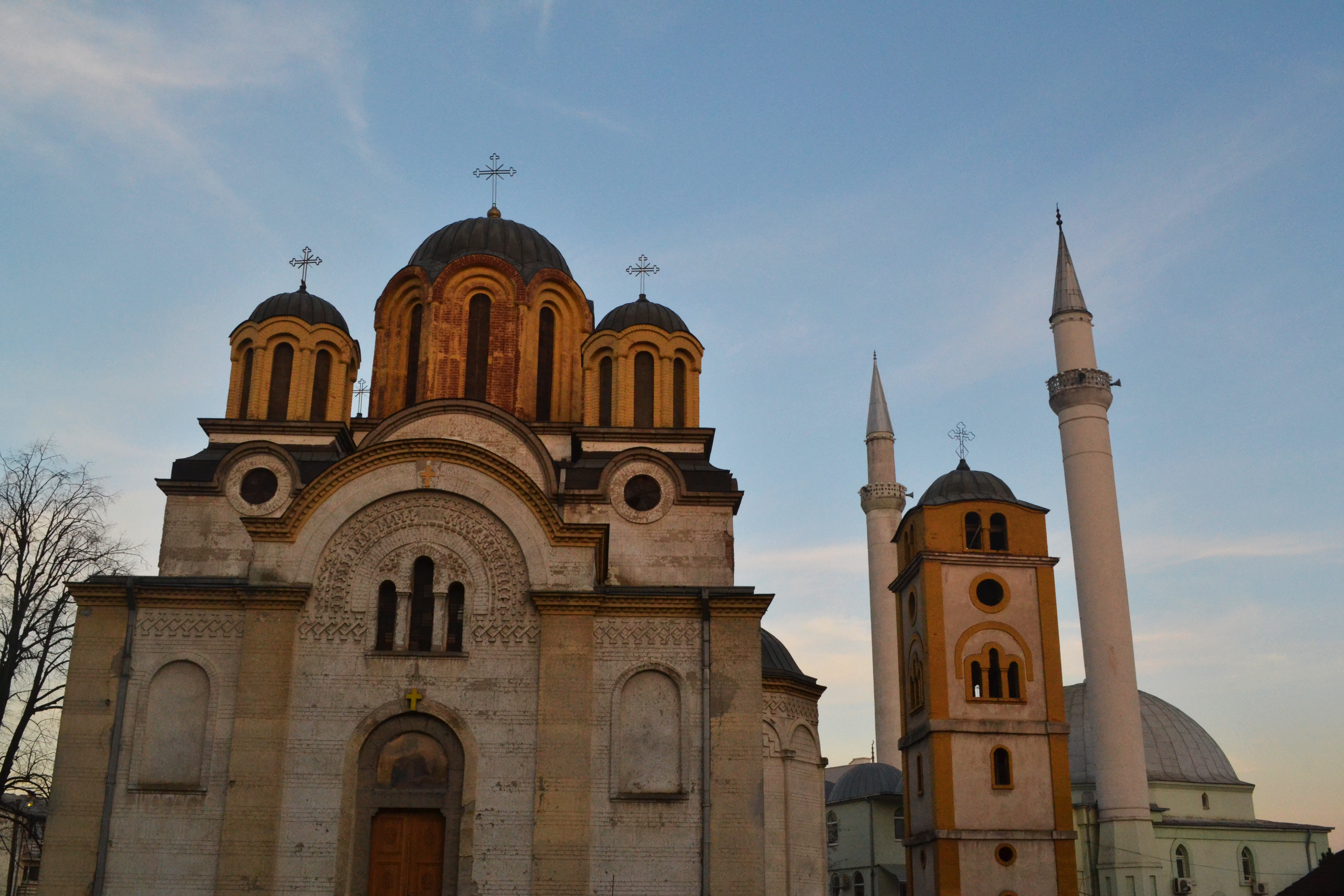
كنيسة صربية أرثوذكسية في فريزاي
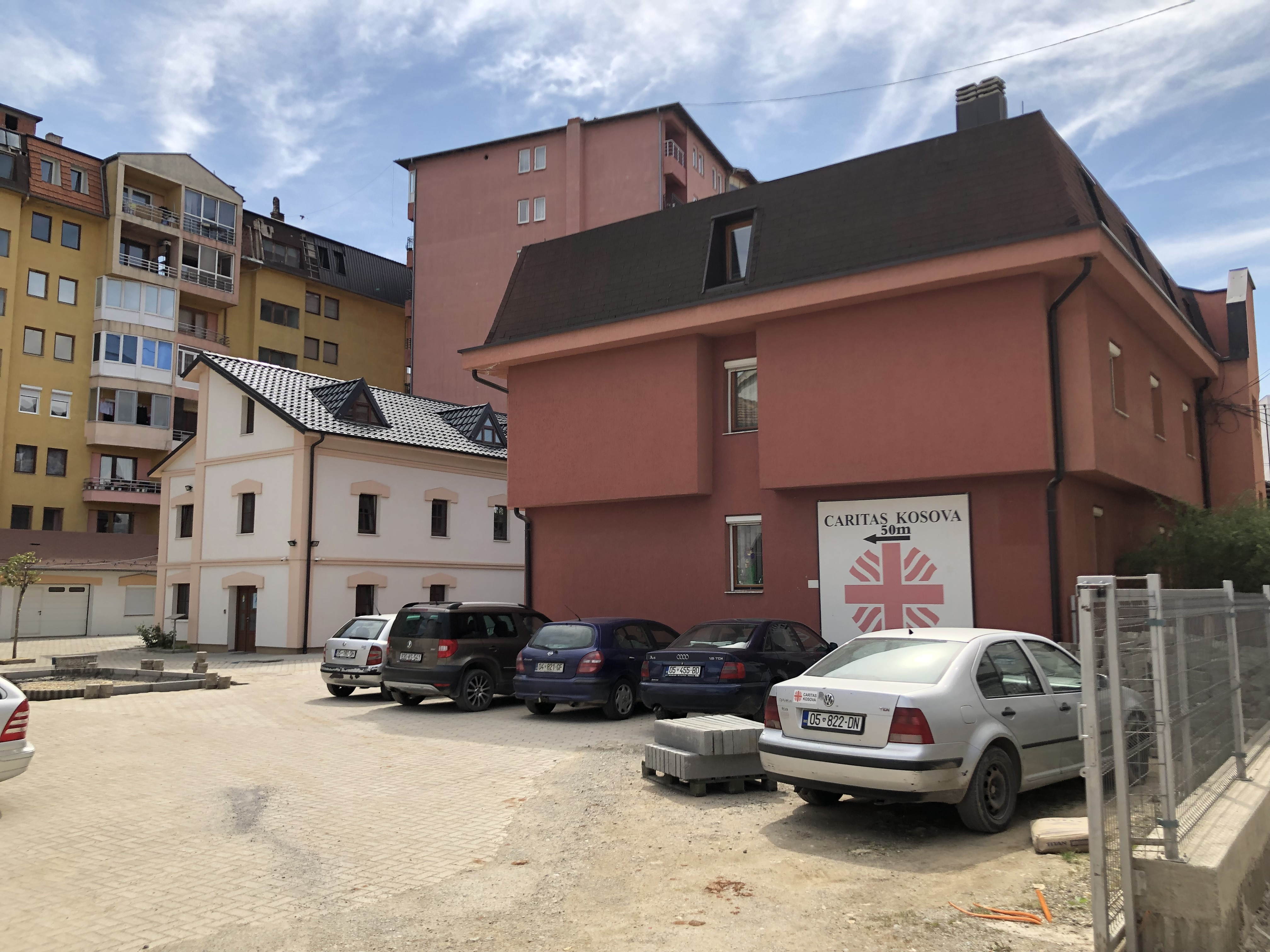
مقر منظمة كاريتاس الكاثوليكية الإغاثيَّة في كوسوفو